# Document 88: destinat (sobretot) a nacionalistes
Document 88, subtitulat Destinat (sobretot) a nacionalistes, és un assaig col·lectiu realitzat per Vicent Franch, Agustí Colomer, Miquel Nadal i Rafael Company en 1987, essent finalista del premi d'assaig Joan Fuster als XVI Premis Octubre, i sent publicat en el número 130 de la sèrie "la unitat" de l'editorial Tres i Quatre.
És considerat com un dels primers assajos que plantegen una revisió del fusteranisme des d'un punt de vista Nacionalista Valencià, i és la segona obra, després de De Impura Natione, que plantejà la creació del Valencianisme de conciliació, sent considerada també com la que inaugurava públicament la tercera via entre blaverisme i catalanisme. Els autors del llibre formaven part, junt a altres personalitats, de les Tertúlies de l'Hotel Anglés, tertúlies que, com al mateix llibre s'explica, s'impulsaren com el primer acte de conciliació entre les dues subcultures polítiques del Nacionalisme valencià, en el context del que es va conèixer com a tercera via del nacionalisme valencià. D'estes tertúlies va sorgir la idea d'ajuntar quatre assajos curts en un text que plantejara la necessitat de la reconciliació del valencianisme d'arrel fusteriana amb el blaverisme prenent el marc nacional valencià com a únic referent territorial.
La principal diferència d'este text amb l'anterior De Impura Natione és que si en el primer la crítica recau més sobre Joan Fuster i la seua obra, al Document 88 el marc d'interpel·lació és el fusteranisme, i la intencionalitat política del text és major. Entre les reflexions versades als textos, Vicent Franch reflexiona com la manca de decantament polític concret de Joan Fuster fa que la seua figura puga ser reivindicada per diferents cultures polítiques i formacions polítiques, sent fins i tot reivindicat pels nous revisionistes del fusteranisme. Pel que fa a la seua proposta política, Document 88 destaca per estendre's i concretar-ho més que els autors de De Impura Natione, si bé Document 88 mantindrà bàsicament el nucli de la proposta d'Eduard Mira i Damià Mollà.